# Aszendent (Musik)

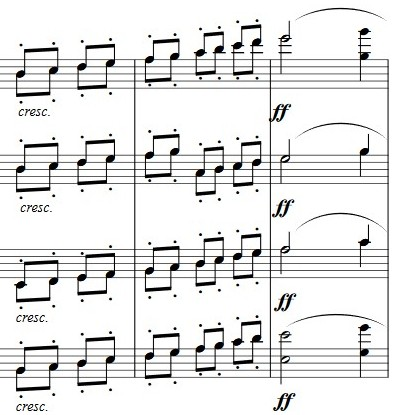
Beispiel für einen aszendenten Melodieverlauf in der Sinfonie Nr. 3 „Eroica“ von Ludwig van Beethoven

Aszendent  (von lat. ascendere: aufsteigen) ist ein Begriff aus der Analyse von Musikstücken (Musikanalyse). Es bezeichnet eine aufwärts gerichtete, also aszendente Tendenz einer Melodie oder einer Stimme. Das Gegenstück, also die abwärts gerichtete Tendenz einer Melodie, bezeichnet man als deszendent. Wenn keine eindeutige Tendenz vorliegt und sich die Melodie immer wieder einem Grundton annähert, spricht man von einer Pendelmelodik.
Eine aszendente Melodie ist auch dann gegeben, wenn keine fortlaufend aufsteigende Melodie (z. B. c´-d´-e´-f´) vorliegt. Möglich ist auch eine Stimmführung, die in ihrer Grundtendenz aufwärts strebt, aber regelmäßig abwärts gerichtete Intervalle enthält (z. B. c´-e´-d´-f´).
Aszendenten werden in klassischen Musikstücken häufig verwendet, um eine Spannung zu erzeugen, die auf einen Höhepunkt zustrebt. Daher sind Aszendenten – wie im Beispiel dargestellt – häufig mit einem crescendo verbunden. Deszendenten als Gegenstück zu den Aszendenten spiegeln meistens eine Entspannung innerhalb des Musikflusses dar.